# 楢崎智亞
楢崎智亞（日语：／ Narasaki Tomoa，1996年6月22日—），日本職業攀登家、抱石運動員。代表日本參加2020年東京奧運會運動攀登比賽。
10歲起與隊友安間佐千一起開始參與攀登運動。2016年，首次贏得攀登界最高榮譽的世錦賽冠軍，2019年成功在抱石及混合項目雙料冠軍。此外，他亦贏得過三次世界盃的比賽。智亞的弟弟楢崎明智亦是職業攀登運動員。
2021年，智亞在首次奧運會攀登賽中名列第四，僅僅無緣獎牌。同年12月，宣佈與日本攀登界「女王」野口啓代結婚。

## 外部連結
- IFSC 資料
- Climbing.com 資料
- Instagram 資料
- Facebook 資料

- Tomoa Narasaki's profile 於 Adidas-rockstars.com
- Tomoa Narasaki's profile （页面存档备份，存于） 於 Fiveten.com